# Jag vet en väg till salighet
Jag vet en väg till salighet är en psalm med text skriven 1950 av Erland Wendel-Hansen och musik skriven 1919 av Carl Nielsen. Texten bearbetades 1986.

## Publicerad i
- Psalmer och Sånger 1987 som nr 422 under rubriken "Kyrkan och nådemedlen - Dopet".[1]